# يوهان بيرنس
يوهان بيرنس (بالألمانية: Johann Behrens) (و. 1949 – م) هو، من ألمانيا، ولد في هامبورغ.